# Jeffrey McDaniel
Jeffrey McDaniel (* 1967 in Philadelphia, USA) ist ein US-amerikanischer Performance-Poet und Dichter.

## Leben
McDaniel begann seine Karriere in den achtziger Jahren in der Performance-Poetry-Szene und war einer ihrer bekanntesten Vertreter.
Seine Gedichte wurden ins Portugiesische, Spanische, Schwedische und Deutsche [siehe EDIT 38 sowie LICHTUNGEN. Zeitschrift für Literatur, Kunst und Zeitkritik 106] übersetzt und in seiner Heimat in wichtigen Anthologien veröffentlicht, zum Beispiel in American Poetry: The Next Generation, The New Young American Poets, Legitimate Dangers. American Poets of the New Century und mehrfach in The Best American Poetry. Seine ersten drei Gedichtbände erschienen bei Manic D Press, San Francisco, bevor er zur University of Pittsburgh Press wechselte. Seit 2001 lehrt er Creative Writing am Sarah Lawrence College in New York. Er ist mit der Grafikerin Christine Caballero verheiratet und lebt in Cold Spring, New York.
Eine erste Auswahl von Gedichten in deutscher Übersetzung ist im Stuttgarter Lautsprecherverlag unter dem Titel Katastrophenkunde erschienen, im Berliner Independentverlag SuKuLTuR folgte ein Leseheft (Siamesische Gegensätze), bevor zuletzt Hochroth Berlin eine Auswahlsammlung unter dem Titel Heimatland Neurose publizierte.

## Werke
- Alibi School (Manic D Press, 1995)
- The Forgiveness Parade (Manic D Press, 1998)
- The Splinter Factory (Manic D Press, 2002)
- The Endarkenment (University of Pittsburgh Press, 2008)
- Chapel of Inadvertent Joy (University of Pittsburgh Press, 2013)

## Pressestimmen
Ein leicht fiebriger Größenwahn ... gehört offenbar zur mentalen Motorik eines Genies. Ein Vibrieren dieses sympathischen Größenwahns spürt man auch in den Gedichten des jungen amerikanischen Lyrikers Jeffrey McDaniel ... Seine Gedichte verraten einen Hang zum Exzessiven, eine Lust am metaphorischen Über-die-Ufer-Treten, am surrealistischen Überschwang.
(Michael Braun, Saarländischer Rundfunk 2005)
Eine Sensation. Ein Worthülsen zerballernder Hingucker, in dessen Brüchen und Breaks man sich verhakt.
(Matthias Penzel, Rolling Stone, November 2006)